# 帕克林斯基群島
帕克林斯基群島（Paklinski Islands）是位於克羅埃西亞赫瓦爾島附近的一個群島。帕克林斯基群島現在是克羅埃西亞著名的旅遊度假地。